# روبنسون (بازیکن فوتبال)
روبنسون (به پرتغالی: José Róbson do Nascimento) مهاجم اهل برزیل است که در شهر Barra de São Miguel و در تاریخ ۱۰ مهٔ ۱۹۶۹ به دنیا آمده‌است.
روبنسون در تیم‌های فوتبال Náutico، Maranhão، باشگاه ورزشی اینترناسیونال، América-MG، ABC، Botafogo، سانتاکروز، Bahia، Paysandu، Oita Trinita، سانتوس، Sport Recife، Juventude، Paysandu سابقهٔ حضور دارد.